# 柳中浩
柳中浩（1910年—1990年），男，原籍浙江鄞县，生于上海，中国电影事业家。

## 家族
父柳钰棠，兄柳中亮。